# Le Livre de l'intention
 (mars 2022).
Si vous disposez d'ouvrages ou d'articles de référence ou si vous connaissez des sites web de qualité traitant du thème abordé ici, merci de compléter l'article en donnant les références utiles à sa vérifiabilité et en les liant à la section « Notes et références ».
Le Livre de l'intention est un traité écrit par Raymond Lulle en 1282, traduit du catalan par Patrick Gifreu et publié en France aux éditions de la Merci en février 2010.

## Résumé
Raymond Lulle (1232-1316) est non seulement le fondateur de la littérature catalane, mais aussi un des pères de la pensée européenne. Il aborde dans ce livre une notion, l’intention, point central de l’édifice qu’il a bâti.
La notion d'intention est définie comme une relation non seulement duelle et asymétrique mais aussi, ouverte. Ceci justifie le rapprochement entre la notion d'intention lullienne et la notion d'intentionnalité, dont la problématique traverse la pensée occidentale jusqu'à nos jours.

## Édition
- Raymond Lulle (trad. du catalan par Patrick Gifreu), Le Livre de l'intention, Perpignan, Éditions de la Merci, 2010 (ISBN 978-2-9531917-4-5).